# Ceratocapsus hirsutus
Ceratocapsus hirsutus är en insektsart som beskrevs av Henry 1979. Ceratocapsus hirsutus ingår i släktet Ceratocapsus och familjen ängsskinnbaggar. Inga underarter finns listade i Catalogue of Life.